# Franz Schultz
Franz Hermann Schultz Ramírez (Valparaíso, 20 luglio 1991) è un calciatore cileno, centrocampista del Dep. Antofagasta.